# Jaramijó
Jaramijó es una ciudad ecuatoriana; cabecera cantonal del Cantón Jaramijó, así como la séptima urbe más grande y poblada de la Provincia de Manabí. Se localiza al centro de la región litoral de Ecuador, a orillas del océano Pacífico, en la bahía de Manta.
En el censo de 2022 tenía una población de 28.397 habitantes, lo que la convierte en la quincuagésima cuarta ciudad más poblada del país. Forma parte de la área metropolitana de Manabí Centro, pues su actividad económica, social y comercial está fuertemente ligada a Portoviejo y Manta, siendo "ciudad dormitorio" para miles de personas que se trasladan a ambas urbes por vía terrestre diariamente. El conglomerado alberga a 790.960 habitantes y ocupa la cuarta posición entre las conurbaciones del Ecuador. 
El crecimiento poblacional de estos últimos años, ha permitido que tenga una excelente producción pesquera, artesanal e industrial que en unión a su influencia turística posee una base económica sólida que le permite vivir de sus propios recursos, por lo tanto en forma clara y determinante reúne las condiciones socioeconómicas básicas para su crecimiento sostenido.

## Símbolos

### Bandera
Es tricolor, la franja de color blanco ocupa la mitad de la bandera y representa la paz, unión y amistad de los jaramijenses. La franja azul ocupa el centro y representa el cielo y el mar que baña la costa. El rojo, ocupa la tercera franja, significa valentía, decisión y heroísmo del hombre que se lanza al mar en busca del sustento diario y muchas veces dejando el cuerpo inerte en el fondo del océano. El rojo también significa la sangre de los hombres de la batalla de balsamaragua.

### Escudo
La periferia está rodeada por la bandera del cantón. En la parte superior, destaca una franja con la inscripción "Salve oh Jaramijó Salve", que sirve como saludo al cantón. En esta franja también se encuentra la fecha de creación del cantón: 28 de abril de 1998. Sobre la leyenda, se eleva un sol radiante y vigoroso, simbolizando el clima tropical y un nuevo amanecer.
En el extremo derecho de la leyenda sobresale el sable que utilizó el General Eloy Alfaro en su larga y agotada lucha, y en el extremo izquierdo un remo, rústica herramienta que utilizaba el pescador para impulsarse de un lado a otro y como arma para defenderse de las fieras marinas.
En el interior del escudo está la ensenada y se observa un mar sereno, en cuyas pacíficas aguas navega un velero como símbolo del arte de la pesca desde los aborígenes. En la punta de la costa, sobre un acantilado, está el faro, que guía las naves de alto calado al cruzar por la orilla del puerto y como una de las principales puntas en la costa ecuatoriana. Al costado izquierdo se encuentra una cornucopia de la abundancia, de donde salen tres peces que representan la abundante pesca. En la parte interior está una fábrica, como símbolo de las industriasen el cantón.

## Historia
Los indígenas del lugar estaban integrados a la Confederación Manteña pero mucho antes fue poblado primero por las tribus Hara-miasus y siglos después por la tribu Hara-way que era significativo de los monarcas, el hombre Jefe de tribu se llamaba Hara y la esposa la diosa way mujer más preciosa de la tribu. Las dos tribus provenían de Polinesia, de piel morena, ojos negros y cafeces, cabello largo, estatura mediana y nariz aguileña.
Lo raro de estas tribus era que siempre que navegaban al exterior y regresaban siempre sabían justo donde era su punto de llegada.
El pueblo de Jaramijó ha sido escenario y protagonista de innumerables hechos históricos, que lo destacan en el ámbito nacional. Su nombre proviene de las tribus antes destacadas y esto certifica la existencia de conglomerados humanos desde épocas remotas. 
El 6 de diciembre de 1884, frente a sus costas, se liberó el célebre combate de Balsamaragua, entre los soldados liberales, al mando del General Eloy Alfaro y las fuerzas gobiernistas de Caamaño, y justo donde ahora es el parque "A la Libertad" o conocido más frecuentemente como la Columna se levanta un obelisco en conmemoración a este importante hecho histórico. El escritor jaramijense David Bailón Solórzano en una de sus obras menciona esta frase "y es aquí donde las balas de cañones se veían caer". el 6 de diciembre de cada año; las autoridades del cantón le brindan homenaje con un desfile cívico militar y sesión solemne resaltando esta epopeya.
El 26 de mayo de 1927, Jaramijó fue elevada a la categoría de Parroquia Rural de Montecristi, mediante acuerdo 499, tras la desmembración de su territorio, cuando Charapotó pasó a formar parte del cantón Sucre. Fuente

## Gobierno municipal
La ciudad y el cantón Jaramijó, al igual que las demás localidades ecuatorianas, se rige por un gobierno municipal según lo estipulado en la Constitución Política Nacional. La Alcaldía de Jaramijó es una entidad de gobierno seccional que administra el cantón de forma autónoma al gobierno central. El gobierno municipal está organizado por la separación de poderes de carácter ejecutivo representado por el alcalde, y otro de carácter legislativo conformado por los miembros del consejo cantonal. El alcalde es la máxima autoridad administrativa y política del cantón Jaramijó. Es la cabeza del cabildo y representante del Municipio. El órgano está presidido por el alcalde.

## Geografía
Jaramijó se localiza hacia el sector oeste de la provincia de Manabí. Su ubicación geográfica se sitúa de la siguiente manera: 9’896.000 a 9’895.000 longitud este y 540 a 541 latitud norte, referidas al meridiano de Greenwich y al paralelo cero o línea ecuatorial, respectivamente.
El sistema hidrográfico no es importante, porque son pequeños esteros: Jaramijó y Chilán, que aparecen en época de invierno, pero se secan inmediatmente. La temperatura media anual va de 25 a 29 °C.